# トルクメニスタンの査証政策
トルクメニスタンの査証政策（トルクメニスタンのさしょうせいさく）では、トルクメニスタン政府がトルクメニスタンに渡航しようとしている外国人に対して行っている査証（ビザ）政策について記述する。

## 概要
トルクメニスタンの法律では全ての国籍の外国人がトルクメニスタン入国に際して査証を取得することを義務付けている。トルクメニスタンの査証を取得する際にはトルクメニスタン政府に登録された旅行代理店にて発行された招待状が必要である。
トルクメニスタン政府公認の会社にて発行された招待状を所持している者はトルクメニスタン外務省から10日間有効な査証が発行され、さらに10日間延長も可能である。 
アシガバート空港の制限区域内は全ての外国人が無査証で利用可能である。

## 特別許可
外国人がケルキ、ハザール、ダショグズ、セラフス、セルヘタバットを訪問する際には入国前にトルクメニスタン外務省の特別許可が必要である。

## 査証免除の特例
- カザフスタン：アティラウ州およびマンギスタウ州の住民は無査証にてバルカン州に5日間滞在可能である[2]。
- ウズベキスタン：ホラズム州、ブハラ州、カラカルパクスタン共和国のアムダリョ地区、ホジェリ地区、シュマナイ地区、コンギラト地区およびタヒアタシュ、カシュカダリヤ州のデフカナバード地区、グザル地区、ニシャン地区、ミリシュコール地区、スルハンダリヤ州のシェラバード地区およびムズラバート地区の住民は月1回かつ3日以内の訪問が無査証にて可能である。イド・アル＝フィトルおよびイード・アル＝アドハーの期間は月2回かつ7日以内の訪問が無査証にて許可される[3]。